# 特里·安東尼斯
特里·安東尼斯（英語：Terry Antonis；1993年11月26日—）是一位澳大利亞足球運動員，在場上的位置是中場。現效力於澳洲職業足球聯賽球隊墨爾本城，曾效力於水原三星。他雖然代表澳大利亞國家足球隊參賽，但也擁有希臘護照。